# Пеницилл рокфоровый
Пеници́лл рокфо́ровый (лат. Penicíllium roquefórti) — вид рода Penicillium, культура плесени, используемая при производстве сыров нескольких сортов, известна как благородная плесень.
Чистая культура Penicillium roqueforti (традиционный штамм) выращивается в лабораторных условиях.
Придает сыру вкус и аромат, характерный для сыра рокфор. Способна расти с Penicillium candidum в сырах со смешанной плесенью — камбоцола, бри или монбрияк (Montbriac).
Является частой причиной порчи хлеба, силоса и других продуктов.

## Синонимы
Синонимика вида приведена согласно базе данных Species Fungorum.
- Penicillium roqueforti var. weidemannii Westling, 1911
- Penicillium weidemannii (Westling) Biourge, 1923
- Penicillium gorgonzola Weid., 1923
- Penicillium roqueforti var. viride Datt.-Rubbo, 1938
- Penicillium roqueforti var. punctatum S.Abe, 1956
- Penicillium conservandi Novobr., 1974